# Babianka (Ukraina)
Babianka (ukr. Баб'янка) – wieś na Ukrainie, w  obwodzie iwanofrankiwskim, w rejonie kołomyjskim.